# 台灣國際馬拉松比賽
台灣國際馬拉松比賽是一項由中華民國行政院體育委員會指導，國立台灣體育學院與雲林縣政府合辦的一項馬拉松比賽，每年都會固定於雲林縣古坑鄉綠色隧道進行，第一屆舉行日期為2006年2月28日，第二屆於2007年3月18日開跑。起點為雲林縣古坑鄉綠色隧道，延台78線，終點即是台78線的台西端。

## 外部連結
- 第一屆台灣國際馬拉松比賽官方網站
- 第二屆台灣國際馬拉松比賽官方網站